# Ruth Manus
Ruth Olivier Moreira Manus (São Paulo, 3 de junho de 1988), conhecida como Ruth Manus, é uma advogada, professora universitária, palestrante, colunista e escritora brasileira.

## Biografia
Nascida em São Paulo, graduou-se em Direito na Pontifícia Universidade de São Paulo (PUC-SP), onde se pós-graduou em Processo do Trabalho e cursou o mestrado. Viveu em Paris, onde estudou Língua e Civilização Francesa na Sorbonne Université e em Roma, onde cursou pós-graduação em Direito Coletivo do Trabalho da Università di Roma Tor Vergata. Em Portugal, fez uma pós-graduação em Direito Europeu e doutoramento em Direito Internacional, ambos na Universidade de Lisboa. É professora de Direito do Trabalho e Direito Internacional.

## Carreira
Começou a publicar textos no seu blog no Estadão em 2014, e em 2016 tornou-se colunista do Caderno 2 do jornal, ao lado de figuras como Ignácio de Loyola Brandão e Leandro Karnal. Também teve passagem no Correio da Bahia. Hoje tem uma coluna na Revista Glamour e escreve para o jornal português Observador. Seus textos já foram reproduzidos pelo Courrier International (França).
Além das crônicas, possui seis livros publicados no Brasil: Pega lá uma chave de fenda: E outras divagações sobre o amor, Um dia ainda vamos rir de tudo isso, Coisas que ninguém conta a um estudante de Direito (em parceria com o pai, Pedro Paulo Manus), Mulheres não são chatas, mulheres estão exaustas, 10 histórias para tentar entender um mundo caótico (em parceria com Jamil Chade) e Guia prático antimachismo: Para pessoas de todos os gêneros. Também é autora de Modéstia à parte, publicado em Portugal. 
Em 2016 participou do TEDx São Paulo com a palestra A Escalada dos Vulneráveis . Em 2019, seu workshop de escrita criativa – até então presencial – foi transformado em curso online. Em paralelo aos textos e à carreira jurídica, Manus dá palestras sobre feminismo, mulheres no mercado de trabalho, novas gerações e desigualdades sociais e de gênero. 

## Obras
- Pega lá uma chave de fenda: E outras divagações sobre o amor  (2015)
- Um dia ainda vamos rir de tudo isso (2018)
- Coisas que ninguém conta a um estudante de Direito (2019)
- Mulheres não são chatas, mulheres estão exaustas (2019)
- Modéstia à Parte: Coisas que o mundo inteiro deveria aprender com Portugal (Portugal, 2018)
- 10 histórias para tentar entender um mundo caótico (2020)
- Guia Prático Antimachismo: Para pessoas de todos os gêneros (2022)